# Laukpya
Laukpya (en birman : လောက်ဖျား   ou လောက်ဖြား , se prononce : [laʊ̯ʔ pʰjá] ), était le dirigeant de la province de Bassein du royaume de Martaban – Hanthawaddy de 1364 à 1388. Il est arrivé au pouvoir en aidant son frère Byattaba à organiser un coup d'État contre le roi Binnya U.
Il était également un personnage clé qui a déclenché la guerre de Quarante Ans (vers 1385–1424) entre le royaume d'Hanthawaddy Pegu parlant le mon et le royaume d'Ava parlant le birman .

## Biographie
Laukpya a été nommé gouverneur de Myaungmya, un port clé du delta de l'Irrawaddy par le roi Binnya U. En 1364, le frère aîné de Laukpya, Byattaba, alors haut fonctionnaire, s'empare de la province de Martaban au sud de Donwun tandis que Laukpya s'empare de toute la province de Bassein. En 1371 ou 1372, les frères rebelles et le roi ont signé un traité qui a permis aux frères d'être ses vassaux nominaux. En 1384, les frères ont refusé d'étendre la même reconnaissance au fils et successeur de Binnya U, Razadarit. En 1385, alors que Razadarit se préparait à marcher vers le delta, Laukpya demanda l'aide du roi Swa Saw Ke d'Ava avec la promesse de se soumettre à Ava.
Laukpya a écrit au roi Swa :
Glorieux roi, le fils ingrat, qui était rebelle du vivant de son père, a maintenant osé monter sur le trône du grand Binnya U, en prenant le titre de "Razadarit". Avant qu'il ne puisse sécuriser sa position, je prie mon seigneur d'attaquer Pegu à la fois par terre et par eau. Votre humble serviteur tient à la fois Bassein et Myaungmya et attaquera Pegu par l'eau. Lorsque vous avez réalisé votre grand triomphe, prenez tous les trésors pour vous-même; quant à votre humble serviteur, ne lui accordez que le revenu annuel.
L'acceptation par Swa de l'invitation de Laukpya aboutit à la guerre de Quarante Ans entre Ava et Pegu. Les invasions initiales de Swa sur Hanthawaddy en 1385–1386 et 1386–1387 ne purent briser les défenses de Razadarit. En 1388 ou 1389, Razadarit a attaqué le delta. L'armée de Razadarit n'a pas pu prendre Myaungmya, qui était fortement fortifiée, et a été vaincue à Bassein qui a été défendue par les trois fils de Laukpya. Puis Laukpya s'est aventuré hors de ses défenses et a été rapidement capturé par les forces de Razadarit. Myaungmya se rendit en 1390. Tout le delta a suivi. Le fils de Laukpya, Bya Kon, et son gendre Bya Kyin se sont tous deux enfuis à Ava. Le roi Swa accueillit les princes et nomma Bya Kon gouverneur de Salin et Bya Kyin, gouverneur de Prome (Pyay).
Laukpya avait 16 femmes et 70 enfants.